# Andrei Wladimirowitsch Tarassenko
Andrei Wladimirowitsch Tarassenko (russisch Андрей Владимирович Тарасенко; * 11. September 1968 in Nowosibirsk, Russische SFSR, Sowjetunion; † 11. Juli 2024 in Nowosibirsk, Russland) war ein russischer Eishockeyspieler. Sein Sohn Wladimir ist als Eishockeyspieler zweifacher Stanley-Cup-Gewinner.

## Karriere
Von 1984 bis 1986 lief Tarassenko für HK Sibir Nowosibirsk auf. Von 1987 bis 1989 verbrachte er zwei Spielzeiten bei SKA Nowosibirsk. 1989 wechselte Tarassenko zu Lokomotive Jaroslawl. 1996 wurde der Stürmer von HK Lada Toljatti verpflichtet. 2001 kehrte der Angreifer in seine Geburtsstadt zurück. 2003 lief er für Torpedo Nischni Nowgorod auf. Seine Karriere ließ Tarassenko in Kasachstan beim HK Kasachmys Karaganda ausklingen.

### International
Für Russland nahm Tarassenko an der Weltmeisterschaft 1995 teil. Zudem stand er im Aufgebot seines Landes bei den Olympischen Winterspielen 1994 in Lillehammer. Zudem gewann er mit der Sbornaja 1994 den Iswestija-Pokal.

### Als Trainer
Andrei Tarassenko begann seine Trainerkarriere 2007 als Assistenztrainer der zweiten Mannschaft des HK Sibir Nowosibirsk, die an der Perwaja Liga teilnahm. Ende Dezember 2008 wurde er übergangsweise zum Cheftrainer der ersten Mannschaft befördert.
Zu Beginn der Saison 2009/10 war er Assistenztrainer von Wladimir Semjonow bei Sibir, ehe er Ende Oktober zum Cheftrainer ernannt wurde. Tarassenko betreute die Profimannschaft von Sibir bis Ende des Jahres 2011, ehe er wieder ins zweite Glied rückte und seither als Assistenztrainer beschäftigt ist.
Im September 2015 wurde er für seine Verdienste um den Klub mit einem Trikot unter der Hallendecke des Heimstadions geehrt.

## Tod
Tarasenko starb am 10. Juli 2024 im Alter von 55 Jahren.

## Erfolge und Auszeichnungen
- 1998 Topscorer (60 Punkte) und Wertvollster Spieler der Superliga
- 2005 Bester Vorlagengeber (25) der kasachischen Eishockeyliga
- 2006 Kasachischer Meister mit Kasachmys Karaganda

## Karrierestatistik

### International
(Legende zur Spielerstatistik: Sp oder GP = absolvierte Spiele; T oder G = erzielte Tore; V oder A = erzielte Assists; Pkt oder Pts = erzielte Scorerpunkte; SM oder PIM = erhaltene Strafminuten; +/− = Plus/Minus-Bilanz; PP = erzielte Überzahltore; SH = erzielte Unterzahltore; GW = erzielte Siegtore; 1 Play-downs/Relegation; Kursiv: Statistik nicht vollständig)